# Drømmebyggerne
Drømmebyggerne er en dansk animationsfilm fra 2020 instrueret af Kim Hagen Jensen.
Kim Hagen Jensen fik idéen til konceptet for over 20 år siden, da han drømte om en bagdør ind til sine egne drømme. Historien om Minna og hendes nye papsøster, Jenny, og Minnas behov for at manipulere Jenny igennem drømmene, viste sig at være den afgørende brik i manuskriptet.

## Handling
12-årige Minnas liv bliver vendt på hovedet, da den nye papsøster Jenny flytter ind. Jenny er en plage, og Minna vil have hende ud af sit liv! En nat møder Minna Drømmebyggerne og opdager, at hun kan ændre Jenny ved at ændre hendes drømme. Men at ændre drømme har store konsekvenser. Så Minna må redde Jenny i drømmeverden for at redde sin familie i den virkelige verden.

## Medvirkende
- Emilie Koppel, Minna
- Caroline Vedel Larsen, Jenny
- Rasmus Botoft, John / Gnaven drømmebygger / Milo
- Martin Buch, Gaff
- Ditte Hansen, Helene
- Mia Lerdam, Tøjsælger / Social media-piger
- Stig Hoffmeyer, Inspektøren
- Alberte Winding, Karen Mitchels
- Kim Hagen Jensen, Jennys far
- Morten Kamuk Andersen, Drømmebygger #2 / skuespiller #1-3